# Odette Julémont
Odette Julémont-Smeekens was een gastpersonage uit de soap Thuis dat gespeeld werd door Julienne De Bruyn in januari en februari 2008 en daarna nog even in september 2014.

## Fictieve biografie
Odette is de moeder van dokter Geert Smeekens en grootmoeder van Sandrine Verbeelen. Ze deed haar intrede in de serie toen ze wist dat Geert er achter was gekomen dat Sandrine zijn dochter was. Wanneer Geert Odette ziet ontloopt hij haar, omdat zij zijn vader en hem in de steek had gelaten voor een relatie met een andere vrouw. Dat is eveneens de reden waarom Geert de lesbische geaardheid van Sandrine niet snel aanvaardt. Een paar weken later sterft Sandrine door een hersenbloeding en zoekt Odette steun bij haar zoon. Na enige tijd legt Geert de ruzie bij. Een paar dagen later besluit ze weer naar haar woning te gaan. In het kader van het onderzoek van de verdwijning van Emma keerde ze in september 2014 even terug. Ze verbleef toen in haar huis in de Ardennen. Ze is daar uiteindelijk verhuisd naar een rusthuis waar ze later in haar slaap overleden is.